# Pneus Ratté
 (juin 2019).

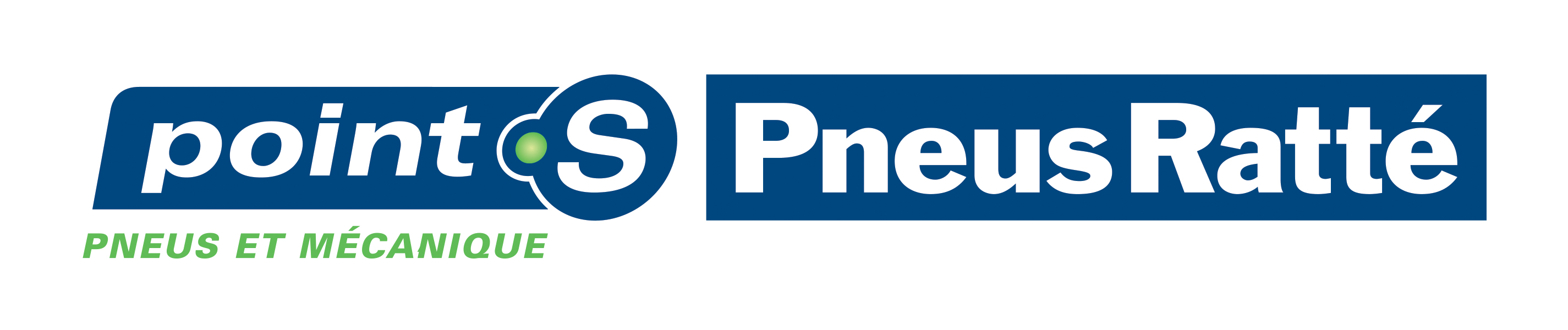
Logo Pneus Ratté, Juin 2019

Pneus Ratté est une entreprise familiale québécoise spécialisée dans la vente de pneus et l’entretien mécanique automobile.

## Historique

### Les débuts de Pneus Ratté: 1934 à 1999

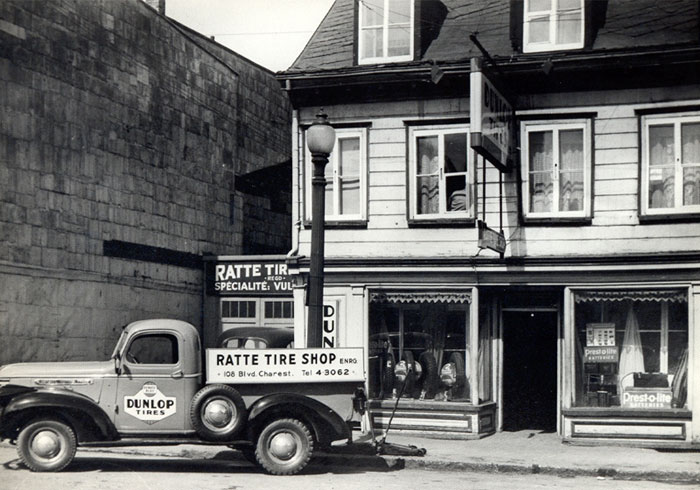
Au 108 boulevard Charest Est, 1934

Pneus Ratté est fondé en 1934 par Adrien Ratté sous le nom de Ratté Tire Shop. Situé au 108, boul. Charest Est près de la rue du Pont à Québec, l’atelier se spécialise dans la réparation et la vente de pneus automobile et  distribue des produits tels que Dunlop et Goodyear.
Le rationnement sur les pneus de 1942 favorise le marché du rechapage, qui consiste à recycler un pneu usagé en lui ajoutant une couche de caoutchouc. Ratté Tire Shop devient le plus important atelier de rechapage au Québec avec plus de 12 000 pneus par année selon Le Devoir.
Un nouvel atelier est ouvert, en 1955 à Québec, où le siège social de l'entreprise se trouve encore aujourd’hui. Pendant cette même année, François, Paul et Maurice Ratté, les fils d’Adrien, prennent la tête de l’entreprise.
Claude et Jacques Ratté, fils de François, deviennent dirigeants en 1978, mais le décès accidentel de Jacques Ratté en 1979 fait de Claude l’unique propriétaire jusqu’en 2003.
Claude Ratté fonde en 1979, avec d’autres propriétaires de garage, la franchise Unipneu, un regroupement de garages indépendants.
En 1981, la Charte de la langue française (communément appelé Loi 101) est adoptée et Ratté Tire Shop devient Pneus Ratté.
Fondation en 1986 d’Unimax, fruit de la fusion de Unipneu et Maxipneu[Quand ?]. Claude Ratté en assure la présidence du conseil d’administration jusqu'en 1990.
En 1992, Pneus Ratté ouvre une division consacrée à la distribution nommée Distribu-Pneu.
En 1995 est fondé le département de mécanique générale. Deux des trois enfants de Claude Ratté, Charlyne et Stéphane Ratté, exercent dans la compagnie.
En 1999, la première succursale Pneus Ratté est ouverte avec l’acquisition d’un bâtiment sur le boulevard Hamel à Québec.

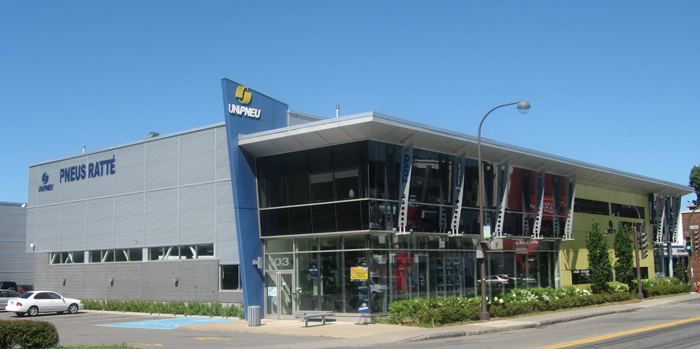
Nouveau garage rénové de Pneus Ratté à Limoilou

### 2000 à aujourd'hui
En l'an 2000 se tiennent des travaux de rénovation et d’agrandissement du siège social de Limoilou à Québec.
Claude Ratté remet, en 2003, l’entreprise entre les mains de ses enfants Stéphane (président) et Charlyne (vice-présidente), la 4e génération à la tête de Pneus Ratté.
En 2004 se tient l'inauguration de la succursale de Shawinigan, en Mauricie.
En 2007, Pneus Ratté achète Concept Pneus et Mécanique à Lévis, qui est déménagé sur le Boulevard de la Rive-Sud et intègre Habel Pneus et Mécanique, sur la route du Président-Kennedy.

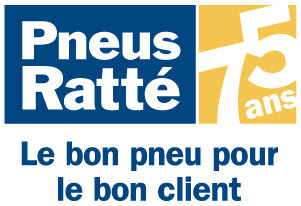
Pneus Ratté fête ses 75 ans, 2009

C'est en 2009 qu'a eu lieu le 75e anniversaire de l'entreprise,. L'entreprise comptait à ce jour quatre ateliers, une filiale ainsi que trois centres de distribution, à Shawinigan, sur la Rive-Sud et à Québec. Ce qui en fait l'une des 10 entreprises les plus importantes dans le domaine au Québec.
En 2010, la société fait l'acquisition de l’entrepôt des industries Dupont à Québec.
En 2012, la société reçoit l'accréditation du programme Clé verte en partenariat avec l’Association canadienne des automobilistes.
En 2012 commencent des travaux d’agrandissement d’Habel Pneus et Mécanique. Cette construction représente un investissement de plus de 4.5M$.
En 2012, Pneus Ratté achète Pneus et Mécanique Ste-Foy.
Nouvelle succursale à Trois-Rivières en septembre 2013 sur le boulevard des Récollets et acquisition de Pneus St-Marc, à Saint-Marc-des-Carrières, dans la région de Portneuf.
Création en 2013 du Groupe Ratté, élément administratif veillant à la cohésion entre les différentes divisions de l’entreprise. L’entreprise Pneus Ratté a récemment fait l’acquisition de Pneus Tibo, sur le boulevard des Récollets. L’installation de Pneus Ratté à Trois-Rivières a nécessité un investissement de 2M$ et a permis de consolider 20 emplois,,.
Pneus Ratté ouvre la Fondation Groupe Ratté et installe des stations de recharge pour voitures électriques dans 6 de leurs points de vente.  
En février 2015 a eu lieu deux acquisitions : les trois divisions de la famille Auclair (Autopneu Auclair, Rechapage Québec et Pneus RQM) et Boutique de Pneus PC à Charlesbourg, ce qui porte le nombre de succursales à 13. La franchise qui se spécialise dans les pneus de génie civil, Pneus RQM, change de nom et devient Pneus Colosse.
En 2015, le groupe Unimax annonce une entente avec la société Point S – Pneus et Mécanique. En septembre 2015, Pneus Ratté se joint à la bannière Point S.
En 2019 l'enseigne ouvre une boutique éphémère à Laurier Québec durant 85 jours. Boutique dans laquelle il était possible d'être conseillé pour ses pneus, les acheter via un conseiller ou en ligne et prendre son rendez-vous d'installation,,,,,,,,,.